# ريتشارد لينكليتر
ريتشارد ستيوارت لينكليتر (بالإنجليزية: Richard Stuart Linklater) هو مخرج وسيناريست ومنتج أمريكي من مواليد 30 يوليو 1960. هو معروف بأفلام مثل تائه ومشوش (1993) وقبل الشروق (1995) وإيقاظ الحياة (2001) ومدرسة الروك (2003) وقبل الغروب (2004) وقبل منتصف الليل (2013) وصبا (2014).

## روابط خارجية
- ريتشارد لينكليتر على موقع IMDb (الإنجليزية)
- ريتشارد لينكليتر على موقع الموسوعة البريطانية (الإنجليزية)
- ريتشارد لينكليتر على موقع روتن توميتوز (الإنجليزية)
- ريتشارد لينكليتر على موقع مونزينجر (الألمانية)
- ريتشارد لينكليتر على موقع ألو سيني (الفرنسية)
- ريتشارد لينكليتر على موقع ميوزك برينز (الإنجليزية)
- ريتشارد لينكليتر على موقع تيرنر كلاسيك موفيز (الإنجليزية)
- ريتشارد لينكليتر على موقع أول موفي (الإنجليزية)
- ريتشارد لينكليتر على موقع بوكس أوفيس موجو (الإنجليزية)
- ريتشارد لينكليتر على موقع قاعدة بيانات الأفلام السويدية (السويدية)